# 梁山貨運站
梁山貨運站（：／ Yangsanhwamul yeok）是韓國鐵道公社梁山货物线的一个货运站，位于韩国庆尚南道梁山市。

## 历史
- 2006年5月10日 - 随着梁山货物线开通而开业。

## 相关图片

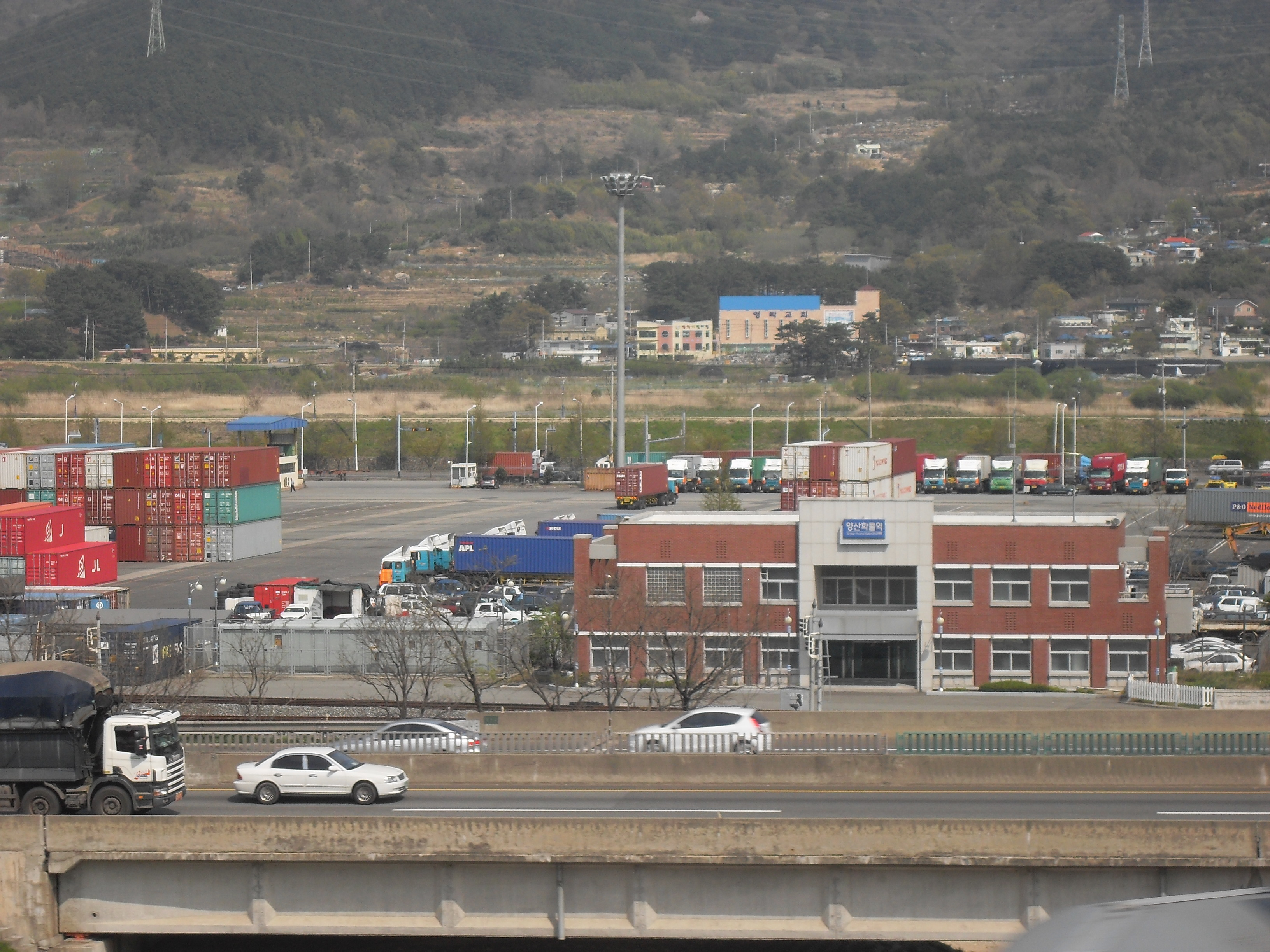
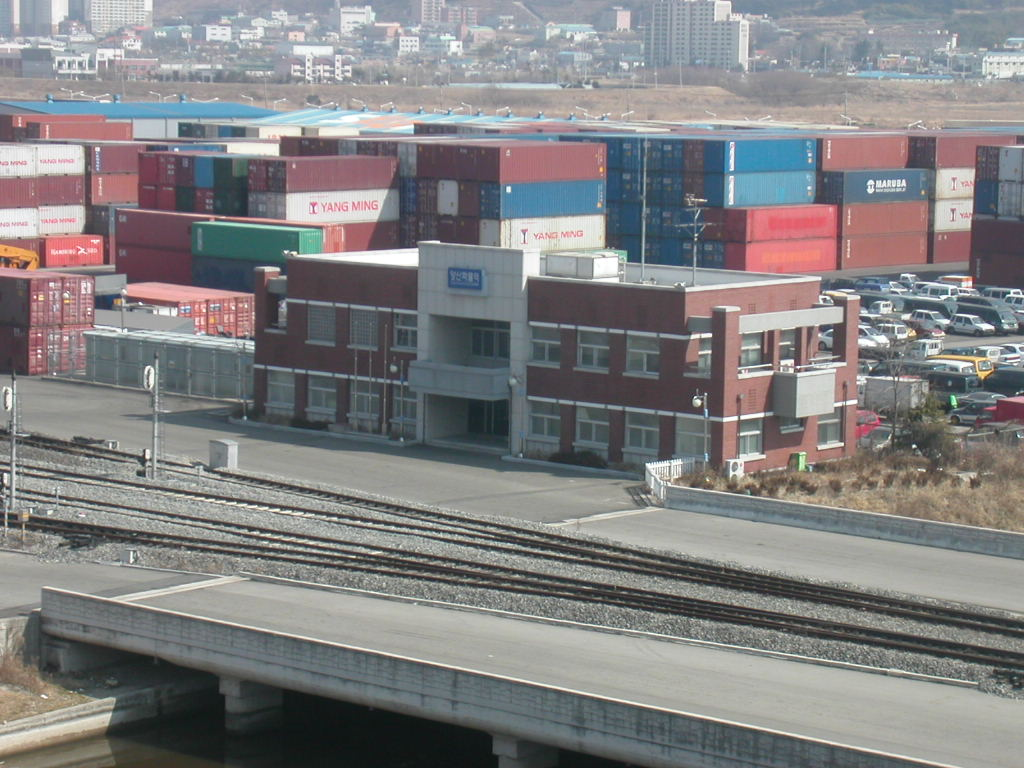

## 车站周边
- 梁山货物中心
- 中央高速公路支线勿禁交流道（朝鲜语：물금 나들목）

## 邻近车站
韩国铁路公社
梁山货物线
勿禁站 - 梁山貨運站